# Paul Letarouilly
Paul Letarouilly, född 1795, död 1855, var en fransk arkitekt, kartograf och gravör. Han utgav Édifices de Rome moderne, ett verk med gravyrer föreställande byggnader i Rom.